# Liu Junlin
Liu Junlin –en xinès, 劉俊林– (13 de març de 1963) és un esportista xinès que va competir en judo, guanyador d'una medalla de bronze al Campionat Asiàtic de Judo de 1988 en la categoria de –86 kg.

## Palmarès internacional
| Campionat Asiàtic | Campionat Asiàtic | Campionat Asiàtic | Campionat Asiàtic |
| Any               | Lloc              | Medalla           | Categoria         |
| ----------------- | ----------------- | ----------------- | ----------------- |
| 1988              | Damasc ( Síria)   | 3                 | –86 kg            |